# Eblisia discordans
Eblisia discordans är en skalbaggsart som först beskrevs av Sylvain Auguste de Marseul 1880.  Eblisia discordans ingår i släktet Eblisia och familjen stumpbaggar. Inga underarter finns listade i Catalogue of Life.